# Hosakote, Hunsur
Hosakote là một làng thuộc tehsil Hunsur, huyện Mysore, bang Karnataka, Ấn Độ.